# Erik Pfeifer
Erik Pfeifer (Asbest, URSS, 22 de enero de 1987) es un deportista alemán que compite en boxeo.
Ganó dos medallas de bronce en el Campeonato Mundial de Boxeo Aficionado, en los años 2011 y 2013, ambas en el peso superpesado.
En septiembre de 2018 disputó su primera pelea como profesional. En su carrera profesional ha tenido en total ocho combates, con un registro de siete victorias y una derrota.

## Palmarés internacional
| Campeonato Mundial | Campeonato Mundial  | Campeonato Mundial | Campeonato Mundial |
| Año                | Lugar               | Medalla            | Categoría          |
| ------------------ | ------------------- | ------------------ | ------------------ |
| 2011               | Bakú (Azerbaiyán)   | Medalla de bronce  | +91 kg             |
| 2013               | Almaty (Kazajistán) | Medalla de bronce  | +91 kg             |